# Alexander Liebreich

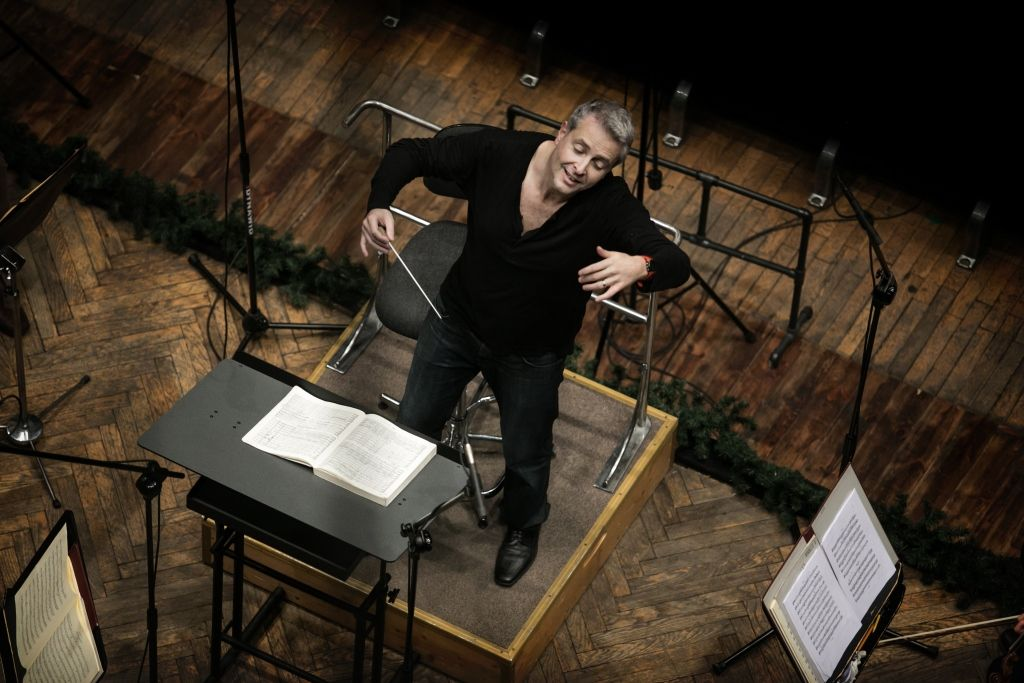
Alexander Liebreich (2014)

Alexander Liebreich (* 25. Mai 1968 in Regensburg) ist ein deutscher Dirigent.

## Leben
Liebreich gründete schon im Alter von 17 Jahren in seiner Heimatstadt den Regensburger Kammerchor. Er studierte Romanistik und Musikwissenschaft an der Universität Regensburg, Gesang und Dirigieren an der Hochschule für Musik und Theater München sowie am Mozarteum Salzburg bei Michael Gielen. Während seiner Münchner Studienzeit leitete er das Abaco-Orchester der Münchner Universität.
1996 gewann er in den Niederlanden den nach dem russischen Dirigenten Kirill Kondraschin (1914–1981) benannten Kondraschin-Preis und war Assistent von Sir Colin Davis und Claudio Abbado an der Bayerischen Staatsoper. Danach holte ihn Edo de Waart zum Radio Filharmonisch Orkest in Hilversum, mit dem er eine Konzertreihe im Concertgebouw in Amsterdam bestritt.
Liebreich war Gastdirigent bei zahlreichen renommierten niederländischen und europäischen Orchestern wie dem Concertgebouw-Orchester, dem Orchestre National de Belgique, dem BBC Symphony Orchestra, den Münchner Philharmonikern, der Deutschen Kammerphilharmonie Bremen und dem Rundfunk-Sinfonieorchester Berlin. Im Herbst 2003 war er erstmals über den Deutschen Akademischen Austauschdienst (DAAD) als Gastprofessor an der University of Music and Dance in Pjöngjang, Nordkorea.
Von 2006 bis 2016 war Liebreich Chefdirigent und Künstlerischer Leiter des Münchener Kammerorchesters. Von 2011 bis 2014 war er Künstlerischer Leiter des Tongyeong International Music Festival (TIMF) in Südkorea. Von 2012 bis 2019 war Liebreich Künstlerischer Direktor und Chefdirigent des Nationalen Symphonieorchesters des Polnischen Rundfunks (NOSPR) mit Sitz in Katowice und damit erster deutscher Chefdirigent in Polen seit 1945. Von 2015 bis 2018 leitete er das Internationale Musikfestival „Katowice Kultura Natura“. Im November 2018 übernahm Liebreich das Amt als Chefdirigent und Künstlerischer Direktor beim Rundfunksinfonie-Orchester Prag, das er bis 2022 ausübte.
2008 wurde Liebreich in die Mitgliederversammlung des Goethe-Instituts gewählt. 2012 initiierte das Institut ein musikalisches Gemeinschaftsprojekt mit dem Münchener Kammerorchester und Studenten der Kim-Won-Gyun-Hochschule für Musik in Pjöngjang, das von Liebreich begleitet wurde. In einem von 2011 bis 2016 laufenden Projekt erteilte Liebreich gemeinsam mit dem RIAS Kammerchor und dem Münchener Kammerorchester Aufträge für Kompositionen, die etablierten Werken gegenübergestellt wurden. Seit 2018 ist er als Nachfolger von Kammersängerin Brigitte Fassbaender Vorsitzender des Richard-Strauss-Festival in Garmisch-Partenkirchen und war von 2018 bis 2020 dessen Künstlerischer Leiter. Seit der Saison 2022/23 ist er Chefdirigent und Künstlerischer Leiter des Orquestra de València. Am 3. März meldete das Taipei Symphony Orchestra (Taiwan), dass Alexander Liebreich ab 2026 der neue Chefdirigent des TSO wird. Er folgt damit auf den israelischen Dirigenten Eliahu Inbal.
Seine Ehefrau Simone Geiger war Tänzerin am Bayerischen Staatsballett und am Nederlands Dans Theater.